# Gastón Sirino
Leandro Gastón Sirino (Salto, Uruguay, 22 de febrero de 1991) es un futbolista uruguayo, nacionalizado sudafricano, que juega como mediocampista. Actualmente milita en el Mamelodi Sundowns Football Club de la Premier League de Sudáfrica.

## Clubes
| Club              | País      | Año             | Part. | Goles | Prom. |
| ----------------- | --------- | --------------- | ----- | ----- | ----- |
| Rampla Juniors    | Uruguay   | 2011 - 2012     | -     | -     | -     |
| Unión San Felipe  | Chile     | 2012 - 2015     | 105   | 19    | 0.18  |
| San Luis          | Chile     | 2015 - 2017     | 49    | 10    | 0.2   |
| Bolívar           | Bolivia   | 2017 - 2018     | 44    | 18    | 0.41  |
| Mamelodi Sundowns | Sudáfrica | 2018 - Presente | 98    | 23    | 0.23  |
| Total             |           | 2012 - 2018     | 296   | 70    | 0.24  |

## Títulos nacionales
| Título                    | Club              | País      | Año     |
| ------------------------- | ----------------- | --------- | ------- |
| Apertura                  | Bolívar           | Bolivia   | 2017    |
| Clausura                  | Bolívar           | Bolivia   | 2017    |
| Premier League            | Mamelodi Sundowns | Sudáfrica | 2018    |
| Copa de la Liga           | Mamelodi Sundowns | Sudáfrica | 2019    |
| Liga Premier de Sudáfrica | Mamelodi Sundowns | Sudáfrica | 2019-20 |
| Liga Premier de Sudáfrica | Mamelodi Sundowns | Sudáfrica | 2020-21 |
| Liga Premier de Sudáfrica | Mamelodi Sundowns | Sudáfrica | 2021-22 |
| Copa de Sudáfrica         | Mamelodi Sundowns | Sudáfrica | 2021-22 |
| Liga Premier de Sudáfrica | Mamelodi Sundowns | Sudáfrica | 2022-23 |